# Goniothorax cuneatus
Goniothorax cuneatus är en skalbaggsart som beskrevs av Sharp 1908. Goniothorax cuneatus ingår i släktet Goniothorax och familjen glansbaggar. Inga underarter finns listade i Catalogue of Life.